# التهاب الجلد الشعاعي المزمن
التهاب الجلد الشعاعي المزمن والمعروف أيضاً باسم حساسية شبكية الشكل أو التهاب الجلد الحساس للضوء المزمن أو تفاعل الضوء المستمر أو الأكزيما الحساسة للضوء، هي حالة جلدية نادرة تؤثر بشكل رئيسي على الرجال الذين تزيد أعمارهم عن خمسين عامًا، الأمر الذي يؤدي إلى التهاب جلد الشخص بسبب رد فعل لضوء الشمس أو الضوء الاصطناعي. حيث يؤثر بشكل أساسي على مناطق الجلد المعرضة للضوء كل يوم، مثل الوجه والعنق والصدر العلوي والساعدين. عادة ما يكون أسوأ في الصيف لأنّ ضوء الشمس أقوى.
يعاني مرضى التهاب الجلد الشعاعي المزمن من حالات الجلد الأخرى التي تسبب التهاب الجلد استجابة لمجموعة متنوعة من المحفزات، مثل الزهور، واقيات الشمس، ومستحضرات التجميل، وغير ذلك.

## أعراض
بمجرد الإصابة قد لا تظهر الأعراض لعدة أيام. فقد تكون الأعراض على شكل حروق شديدة، حكة وتورم، ألم في المناطق المصابة. وقد تظهر على المناطق المعرضة لضوء الشمس حروق الشمس. لحماية الجلد يوصى بارتداء الملابس التي تغطي الجلد خصوصاً في المناطق الأكثر عرضة للإصابة. لا يوجد رد فعل معروف لضوء القمر، ولكن الانعكاسات من النوافذ ومرايا ضوء الشمس يمكن أن تسبب الضرر.

## تشخيص
يمكن أن يحدث التشخيص في أي عمر، بدءًا من فترة ما بعد الولادة وحتى مرحلة البلوغ. فقد يقوم الطبيب باستشارة طبيب الأمراض الجلدية إذا لم تظهر على الشخص أعراض واضحة، ويقوم بمجموعة متنوعة من الاختبارات في المستشفى تحدد طبيعة وسبب حالة المريض بالضبط.
لتأكيد التشخيص، يستخدم الاختبار الضوئي الذي يتضمن اختبارات متخصصة، حيث تتعرض مناطق الجلد لكميات معروفة من الضوء ذات أطوال موجية محددة. تؤكد التفاعلات التي تتطور وجود رد فعل غير طبيعي للضوء.
تختلف ردود الفعل اعتمادًا على شدة الحالة، حيث تشمل الطفح الجلدي والمناطق المصابة ساخنة للغاية للمس، ويكون تفشي المرض بعد فترة وجيزة أو في غضون 24 ساعة بعد التعرض المباشر أو غير المباشر للأشعة فوق البنفسجية (أ) و(ب). يتفاعل الجلد على الأرجح في الجزء العلوي من الصدر واليدين والوجه، ومن الممكن أن تحدث ردود فعل في جميع أنحاء الجسم. قد يشعر المريض بحرقان أو لسعة أو خفقان في هذه المناطق، الأمر الذي يسبب ألمًا خفيفًا وغير مريح عند بعض المرضى. رد الفعل لا يشبه حروق الشمس، فهو أعمق بكثير في الجلد وغالبًا ما يتطلب استخدام الستيرويدات القابلة للابتلاع وكذلك الستيرويدات الموضعية من أجل تخفيف الحالة إلى درجة. أفضل حماية هي أن تكون مغطاة بالكامل من أشعة الشمس، حتى عندما تكون غائمة أو ضبابية. يُقترح استخدام ملابس مصنفة للأشعة فوق البنفسجية بالإضافة إلى مظلة مقاومة للأشعة فوق البنفسجية في الهواء الطلق.